# 南高梅

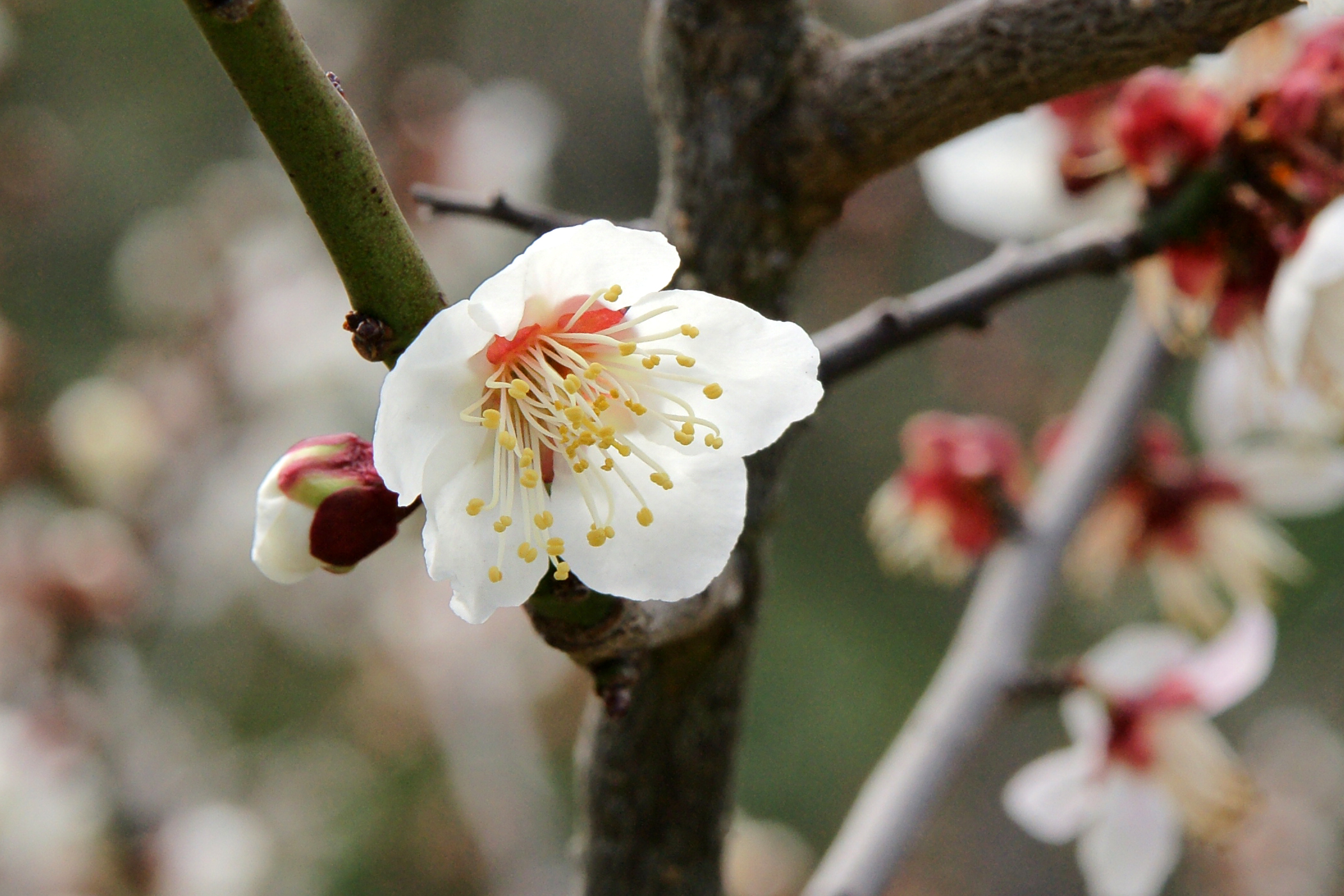
南高梅の花（南部梅林）

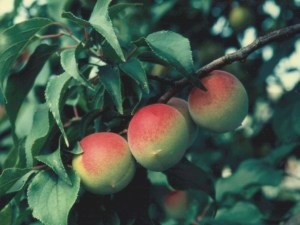
収穫期の南高梅の果実（和歌山県西牟婁地域）

南高梅（なんこううめ、なんこうばい）とは、梅の品種のひとつ。和歌山県を主たる生産地とする白梅で、その果実は数ある梅の品種の中でも最高級とされる。2006年10月27日には地域団体商標制度の認定第一弾として、南高梅は地域ブランドとして認定されるに至った。
読みは正式には「なんこううめ」であるが、生産地以外の人やマスメディアでは「なんこうばい」と呼ぶ事もある。

## 概要
日本国内で生産される国産梅の6割は和歌山県産であり、果樹王国和歌山の代表的なブランドであるだけでなく、梅のトップブランドとしてその名は知られている。果実は非常に大きく、種は果実のわりに小さめである。また、果皮にほんのり赤みがさし、果肉のやわらかいのが特徴である。おもに梅干しや梅酒に加工される。和歌山県のみなべ町が発祥の地であり、かつ生産量も多い。2006年にみなべいなみ農業協同組合が地域団体商標制度による商標登録に「紀州みなべの南高梅」を出願し、同年特許庁より認定された。

## 収穫・出荷時期
青採りした青梅は梅酒用等に適しており、樹上完熟させて利用すれば品質の良い漬け梅（梅干し）ができる。和歌山県の主生産地における収穫・出荷時期は以下のとおり。
青梅（梅酒用）：5月下旬～6月下旬
完熟梅（梅干用）：6月中旬～7月上旬（梅干しにして通年出荷）

## 品種特性

### 特性
樹姿は開帳性で樹勢はやや強い。結果枝の発生量が多く豊産性であるが、開花時期の早晩による収量の年次変動が激しい。自家不和合性のため、受粉樹がなければ結実しない。産地では小粒南高・白王（甲州小梅）・改良内田・NK14などの品種を受粉樹として混植している。灰星病や灰色カビ病には強いが、黒星病やかいよう病には罹病性であり、アブラムシやコスカシバなどの害虫にも弱く、農薬による防除が必要である。
果実は、完熟果収穫の場合は30g前後の大きさになる。果実の陽光面にアントシアニンによる紅がさす場合があり、紅着色が多い実は紅南高梅として高値で取引される。梅干し加工の際に問題となるヤニ果の発生は他品種と比べて少ない。
なお上記は原木系統の特性であり、「南高」には他にも遺伝的性質の異なる2系統が存在する。

### 梅干
南高梅を使用した梅干しは最高級品とされ、中国産の梅を加工した梅干しに比べて2倍以上の価格差がつくこともある。価格が高くなる原因としてはその味や食感などもさることながら、果肉が柔らかいために潰れやすく、オートメーション（機械化）にあまり適さないことも挙げられる。高級志向の高まりもあって贈り物として南高梅を求める消費者は多い。

## 歴史
江戸時代、安藤直次が治めていた現在の和歌山県みなべ町、田辺市周辺では、やせ地や傾斜地が多く、農民は年貢の負担に苦しんでいた。安藤直次は土地の山に自生していた「藪梅」をみて、民衆にこれを育てれば年貢を減らすとして育成を推奨した。当地で育てられた梅は、徳川幕府8代将軍の頃には将軍も絶賛するほどになった。
明治時代になると、コレラや赤痢などの流行病対策品として、また日清戦争・日露戦争などの影響で軍隊の常備食として梅干しの需要が増え、価格が高騰したため梅の栽培が急激に増加した。
和歌山県の旧・上南部村（現・みなべ町）では、1879年頃に内本徳松が晩稲（読みは、おしね）の山林で優良系統の梅を発見。これを母樹にした「内本梅」の苗木を増殖する。
1901年、内本徳松の親類であった内中為七・源蔵親子が同村の土地を大規模開墾し、「内本梅」の大規模栽培を始め、同園の梅は「内中梅」とも呼ばれるようになる。
1902年、同村の村長の息子であった高田貞楠（さだぐす）が「内中梅」の実生苗木を60本購入し、園地に植える。その中に果実が大きく豊産性で紅がさす優良樹を発見し、「高田梅」と名付ける。
1931年、同村の小山貞一が高田貞楠より「高田梅」の穂木を譲り受け、栽培を拡大する。
1950年、上南部村で優良品種へ栽培を統一するための「梅優良母樹種選定会」が発足し、5年にわたる調査の結果、37種の候補から「高田梅」を最優良品種と認定。調査に尽力したのが南部高校の教諭竹中勝太郎（調査委員長、後南部川村教育長）であったことから、高田の「高」と「南高」をとって南高梅と名付けられ種苗名称登録される。
「南高梅」は他の梅品種に比べ栽培しやすく豊産性であり、果実品質も優れていたため、その後の梅需要の高まりとともに近隣の田辺市や印南町に加え他県でも栽培が急拡大し、国内1位の栽培面積を誇る梅品種となった。

## 後代品種
収量の年次変動・自家不和合性・黒星病かいよう病罹病性といった欠点を克服するために、南高梅を育種親にして開発された新品種が複数存在する。
小粒南高（こつぶなんこう）
南高梅の交雑実生と推測されるが、詳しい来歴は不明。複数の系統が存在する。自家不和合性だが豊産性で、果実は20g前後と小さい。南高梅とは別品種だが、慣習的に南高梅として同時出荷することが認められているので、受粉樹として和歌山県では広く混植されている。最近は、開花時期のズレが一部地域で問題となっている。
NK14（えぬけーじゅうよん）
和歌山県うめ研究所が2009年に品種登録。南高梅と剣先梅の交雑種。自家結実性で収量が安定している。南高梅が結実不良となりやすい北向き園等の不良園地向けに開発された。小粒南高の代わりに受粉樹として植えられることも多い。果実は南高梅より少し小さいが、梅干しとしての品質は同等かそれ以上に優れている。
橙高（とうこう）
和歌山県うめ研究所が2009年に品種登録。南高梅と地蔵梅の交雑種。自家結実性で収量が安定している。果実にβカロテンを多く含み、熟すと橙色になる。加工方法等を模索中の段階であり、あまり普及していない。
星高（せいこう）
和歌山県うめ研究所が2019年に品種登録。南高梅と地蔵梅の交雑種。自家結実性で収量が安定している。黒星病に耐病性を有し、減農薬栽培や有機栽培での利用が模索されている。
星秀（せいしゅう）
和歌山県うめ研究所が2019年に品種登録出願。南高梅と剣先梅の交雑種。自家結実性で収量が安定している。黒星病に耐病性を有し、梅干しの品質も優れている上、南高梅と開花時期が同じなので受粉樹としての普及が期待されている。果実の大きさは南高梅とNK14の中間。
熊野仁（くまのじん）
2014年に品種登録。南高梅の自然交雑実生。自家結実性で収量が安定している。有機栽培園地で選抜され、黒星病・かいよう病・すす斑病等に耐病性を有する。果実は南高梅と同程度の大きさで、収穫が7日～10日程度早い。
薫南高 （かおりなんこう）
南高梅を種子親とする新品種。自家結実性で収量が安定している。黒星病に耐病性を有し、豊産性である。果実は南高梅よりやや小さい。
虎子姫（とらこひめ）
神奈川県農業技術センターが2014年に品種登録。南高梅の自然交雑実生。南高梅よりも収穫時期が早く、神奈川県の在来品種である十郎梅とほぼ同時期に収穫できる。果実の大きさは南高梅と同程度。種が非常に小さく果肉歩合が高く、果皮が柔らかくてヤニ果も少ないので梅干し等への加工特性に優れる。自家結実性で収量が安定している。
パープル南高（ぱーぷるなんこう）
2012年に品種登録。南高梅の枝変わり。木の性質は南高梅と同じだが、果実のアントシアニンによる着色が著しく、果実全面が紫色になる。
ミスなでしこ（みすなでしこ）
南高梅とパープルクィーンの交雑種。和歌山県の三栖地区で開発された。果実のアントシアニンによる着色が著しく、果実全面が紫色になる。自家結実性で収量が安定している。果実は南高梅よりやや小さい。

## 価格カルテル
2011年7月12日、南高梅の購入を巡り、和歌山県田辺市やみなべ町などの梅干し加工業者が、梅の生産農家からの買い付け価格を横ならびにするカルテルを結んでいた疑いが強まったとして、公正取引委員会は私的独占の禁止及び公正取引の確保に関する法律（独占禁止法）違反（不当な取引制限）の疑いで、加工業者など十数か所を立ち入り検査した。立ち入り検査を受けたのは、地元の加工業者が加盟する「紀州田辺梅干協同組合」「紀州みなべ梅干協同組合」の両組合のほか、両組合に加盟するみなべいなみ農業協同組合、紀南農業協同組合など。両組合には、計86の加工業者が加盟している。両組合では梅の大きさや等級に応じて1たる（10キロ・グラム）当たり約3000 - 7000円の「見通し価格」を加盟業者に通知。業者は梅を買い付ける際、近隣の生産農家と個別に価格交渉を行っているが、大半が見通し価格と同額を農家側に提示し、購入していた疑いが持たれている。こうした慣行は遅くとも2004年頃から続いており、農家側から「梅を買いたたかれ、赤字に陥っている」などと不満の声が上がっていたという。